# 图里亚苏
图里亚苏是巴西马拉尼昂州的一个市镇。总面积2577.603平方公里，总人口31429人，人口密度12.2人/平方公里。